# María Teresa López Boegeholz
María Teresa López Boegeholz (1 de agosto de 1927 - 6 de junio de 2006) fue una académica chilena, pionera de las Ciencias del Mar. Fue una gran defensora de la perspectiva social de las ciencias naturales, así como de caminos alternativos y simples de la investigación y su aplicación al manejo de los recursos marinos para el beneficio de las comunidades dependientes de ellos.

## Biografía
Nació en La Unión, en 1948 comenzó sus estudios en el Instituto Pedagógico de la Universidad de Chile en Santiago, donde ya en 1952 se desempeñaba como ayudante en docencia. Se titula como profesora investigadora con mención en Zoología y, en 1966, se desempeñó como profesora titular de Zoología en la Universidad Católica de Chile en Santiago. Luego, entre 1965 y 1966, es invitada como profesora visitante a la Universidad Austral y la Universidad de Concepción. En esta última casa de estudios fue profesora titular desde 1966 hasta su jubilación en 1998.
Su pasión por el mar se expresa en sus propias palabras "...El mar lo conocí en la Universidad de Chile... el profesor de zoología nos llevó a San Antonio. Ahí se inició mi interés por las zonas de mareas y los ecosistemas costeros.. escuchar y observar a niños y mujeres recolectando algas y mariscos y pescadores en sus embarcaciones costeras. Allí se iniciaron 30 o 40 años en el mar..." Esta pasión la llevó durante toda su vida personal y profesional, tratando siempre de integrar las diferentes disciplinas de las ciencias naturales y ambientales; según ella "...la vida es una mezcla de tantas cosas buenas y malas en cada una de sus etapas, infancia niñez, juventud, tiempo laboral..."
Su carrera en la Universidad de Concepción se orientó a la docencia y a la formación de profesionales en las áreas de biología y biología marina. Dirigió innumerables tesis, seminarios de título y prácticas profesionales de muchas generaciones de estudiantes. Incentivó a sus estudiantes a involucrarse activamente en sus proyectos de investigación, especialmente en sus tempranos estudios del desarrollo de la acuicultura en Chiloé y la difusión del cuidado del medio ambiente. 
Otra de las pasiones que marcaron su carrera fue la defensa de causas sociales. Dedicó mucho tiempo a desarrollar talleres sobre la integración de la mujer en la pesca artesanal, incluyendo temas de medio ambiente y la pesca responsable. En el marco de sus actividades en la Universidad de Concepción participó en la gestión académica en pisciculturas rurales, el rol de los géneros, el proyecto de difusión "Ecokiosko" que incorporó talleres de reciclaje, y apoyo a iniciativas de la Confederación Nacional de Pescadores Artesanales de Chile.
"...la pesca artesanal da paso a un término más amplio del borde costero, para la larga y productiva franja litoral de Chile continental y el bordemar de las islas, fiordos, bahías del sur de Chile. Dos realidades nuevas, dos ecosistemas marinos diferentes y complementarios. En ambos hay seres humanos que trabajan, viven, producen y se insertan en el quehacer mundial.. y están cambiando sus costumbres, sus intereses, sus culturas...".

### Década 50-60
Participación en equipo de Profesores del Instituto Pedagógico para formar pedagogos y biólogos marinos en la Universidad de Chile. Los trabajos publicados se relacionan con la Zoología Acuática y la Biología y aspectos ecológicos de especies endémicas del Cono Sur y/o de importancia económica, 

### Década del 70
Se desarrolla en Chile la Acuicultura (cultivo de mitílidos, algas ostreidos y peces). Participación en proyectos (Universidad de Concepción - Universidad Austral de Chile y CORFO) realizados en Chiloé y que dieron la oportunidad de incorporar estudiantes de Biología Marina, con visiones en terreno que posteriormente enriquecieron sus prácticas e investigaciones de titulación. Algunos ellos hoy día se desempeñan en diversas Universidades e Instituciones estatales.

### Década de 1980
Interés por el Ambiente. Participación en los dos primeros Programas de Post-títulos de la Universidad de Concepción en Cultura Ambiental y Especialistas en Educación Ambiental. Diseños de cursos nuevos con enfoque holístico y estrategias para la integración de asignaturas en diversas carreras: Biólogos, Biólogos Marinos, Pedagogos, Veterinarios, Traducción.

### Década de 1990
Organizadora local de seminarios y talleres organizados por la FAO sobre la Integración de la Mujer en la Pesca artesanal, incluyendo, en forma paulatina, los temas sobre el medio ambiente, la perspectiva de género y la pesca responsable. Gestiones académicas para dar marco teórico a este nuevo tema de quehacer académico: pisciculturas rurales en la Región del Biobío; Género-Educación en la Pesca artesanal (Patrocinio y guía de titulación de Biólogos marinos). Participación en el Programa Estudios de Género de la Universidad de Concepción y en el Proyecto de Difusión “El Ecokiosco” (Facultad de Recursos Naturales y Oceanográficas) que entre otras funciones incorporó talleres sobre Reciclaje y Metodologías alternativas para las y los visitantes del barrio universitario de la Universidad de Concepción.
Perspectiva de género para el desarrollo sustentable en las comunidades costeras (trabajo y pesca responsable FAO. Consultora privada, apoyando algunas actividades de la CONAPACH (Confederación Nacional de Pescadores Artesanales de Chile) en relación  con:
- Artículos informativos sobre las actividades pesqueras para el periódico mensual La Caleta.
- Programa de Educación de adultos y regularización de la enseñanza básica y media desde la perspectiva de rescate de la cultura local, auspiciado por el CISP-Italia).
- Panelista en el Foro de Servicio País Visión del Sector Pesquero Artesanal, bases de una propuesta para su desarrollo.
- Colaboración en el Taller sobre Desarrollo personal y comunitario realizado en la Región de Los Lagos para mujeres de Asociaciones Gremiales apoyadas por la Agencia alemana 'Pan para el Mundo'.

### Década del 2000
- "Sistematización sobre la realidad de la mujer en la zona costera de Chile”, documento para el Seminario sobre Género en las Comunidades de Pescadores en América Latina. Julio del 2000, Ceará, Brasil
- Escritora de Revista ICSF sobre Género en la Pesca. India.
- Participación en las comisiones de trabajo (Género; Educación; Áreas de Manejo y, Recursos Bentónicos) en el XVI y en el XVII Congreso Nacional de Pescadores Artesanales, realizados en La Serena en noviembre de 1999 y en Punta de Tralca 20-21 de noviembre de 2001, respectivamente.
- Apoyo técnico a dirigentes de Sindicatos de Pescadores Artesanales expositores en los temas de: Pesquerías pelágicas, Pesquerías demersales y Pesquerías Bentónicas, en las XII Jornadas en Pesquerías Chilenas, Escuela Ciencias del Mar, Pontificia Universidad Católica de Valparaíso. 25/26 de octubre de 2000.
- Visita a caletas de Perú por invitación de la antropóloga Amelia García, para conocer la actividad extractiva de los pescadores artesanales y las actividades laborales y de apoyo de las mujeres de, Chorrillos, (Lima y de San Andrés, Laguna Grande, El Chaco y Lagunillas en la reserva nacional de Paracas, Pisco (Perú) (febrero del 2001).
- Taller sobre Aspectos Socioculturales de las caletas de Pescadores Artesanales en el Primer Encuentro de Estudiantes de Estudiantes Básicos de la Costa, realizado en Puerto Saavedra, entre el 26 y 28 de abril de 2001. Programa EXPLORA-CONACYT y Federación de Pescadores Artesanales de la Región de La Araucania.
- Consultoría "Mujer y Pesca Artesanal para la Agencia APN" (abril-julio del 2001): La mujer en la pesca artesanal de Ecuador y Chile: lineamientos para una estrategia APN (Ayuda Popular Noruega).
- Eventos y proyectos para identificar mujeres exitosas en la pesca artesanal: experiencias desde la academia. En Encuentro de sindicatos y organizaciones de mujeres del borde costero de la Región del Biobío 12 y 13 de junio de 2003.
- Diplomado Gerontología para Profesionales. Con énfasis en talleres de Educación de adultos y usando los Temas Generativos como Orientadores del aprendizaje. Incluye talleres de emprendimiento para adultos con estudio de los hábitos emprendedores. Énfasis a los factores relativos al adulto que aprende: las biológicas; las variables socio afectivas y variables cognitivas. A partir de las últimas décadas de siglo XX, en las universidades, instituciones de educación de adulto las empresas dedicadas a la actualización profesional surge el interés por atender con eficacia la demanda de una nueva clientela, los adultos mayores muchos de ellos autovalentes, activos y productivos que no poden marginarse del quehacer tecnológico y cultural.
- Abril de 2005. Socia activa del Centro de Gerontólogas de la Pontificia Universidad Católica de Chile.
- En 2006 inicia en forma experimental una crianza de abejas.

## Producción

### Publicaciones
- López MT & Monsavles E. (1988). Educación, fundamento para la educación ambiental y el desarrollo sostenido. Comunicaciones del Museo Regional de Concepción, Chile, v. II, pp: 43-46.
- López MT y Jambrina C. (2001). Pesa artesanal, acuicultura, desarrollo Sustentable y Perspectiva de Género : una reflexiòn bibliográfica para América latina. Investí. Cient.Tecnol.ser, cienc, mar 5 : 1-13 Iquique, Chile
- Meneses C & López MT. (2003). Women count here In The indigenous Huilliche community women are socially, politically and economically active. Yemaya 12-6-7 Chennai, India.